# Adilson Da Silva

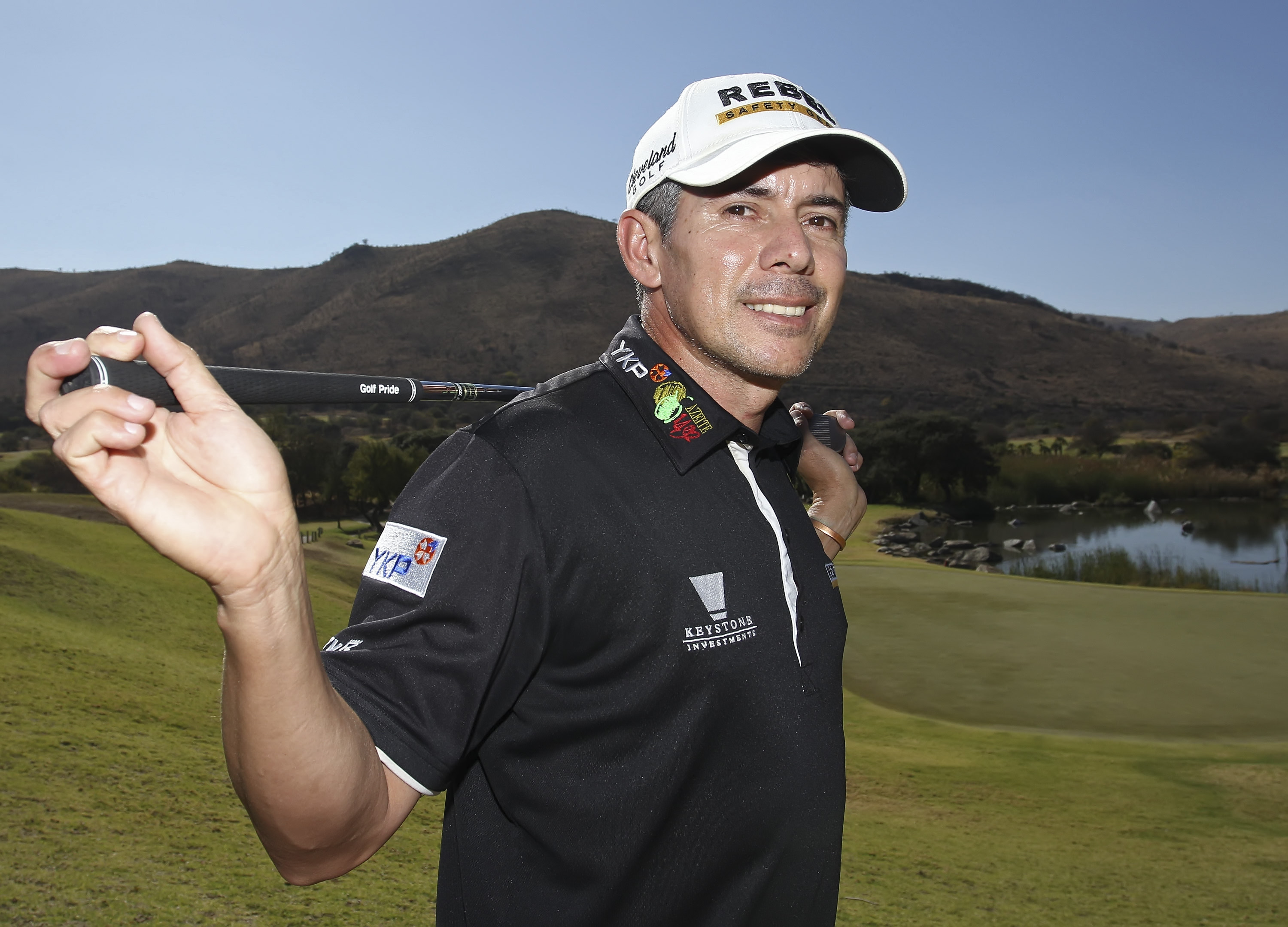

Adilson José da Silva (Santa Cruz do Sul, 24 januari 1972) is een Braziliaanse golfprofessional. Hij speelt vooral op de Sunshine Tour, waar hij al negen keer gewonnen heeft. 
Als amateur won hij het Zimbabwe Amateur in 1992. Hij werd in 1994 professional en heeft de eerste jaren ruim dertig toernooien gewonnen op de Zimbabwe PGA Tour, waar hij tot 2003 speelde. Ook won hij vijf keer de Zimbabwe Order of Merit.
Da Silva heeft twee keer in het Brits Open gespeeld, in 2000 en in 2007, maar beide keren de cut gemist. 

## Gewonnen
Sunshine Tour
- 1997: Leopard Rock Classic (-6)
- 1998: Nashua Wild Coast Sun Challenge  (-14)
- 2007: Sun Coast Classic (-8), Vodacom Origins of Golf Tour po (-2)
- 2009: SAA Pro-am Invitational (-13)
- 2010: Zambia Open (-17), Sun Coast Classic (-20)
- 2011: Nashua Golf Challenge (-14), Vodacom Origins of Golf Tour (-10)

Elders
- 1996-2003: ruim 30 toernooien op de Zimbabwe PGA Tour

## Teams
- World Cup: 2011